# Spoorlijn Kettwig - Mülheim-Styrum
De spoorlijn Kettwig - Mülheim-Styrum was een Duitse spoorlijn en was als spoorlijn 2185 onder beheer van DB Netze.

## Geschiedenis
Het traject werd door de Bergisch-Märkische Eisenbahn-Gesellschaft op 6 maart 1876 geopend.
In 1968 werd het personenvervoer op de lijn opgeheven. Goederenvervoer heeft nog plaatsgevonden tot 1978 tussen Saarn en Broich, daarna is de volledige lijn opgebroken.

## Aansluitingen
In de volgende plaatsen is of was er een aansluiting op de volgende spoorlijnen:
Kettwig
DB 2400, spoorlijn tussen Düsseldorf en Hagen
Kettwig-Stausee
DB 2724, spoorlijn tussen aansluiting Oberdüssel en Kettwig Stausee
Mülheim-Broich
DB 2325, spoorlijn tussen Mülheim-Speldorf en Mülheim-Broich
aansluiting Ruhrbrücke
DB 23, spoorlijn tussen aansluiting Ruhrbrücke en Mülheim BM
DB 85, spoorlijn tussen aansluiting Ruhrbrücke en Mülheim BM
Mülheim (Ruhr)-Styrum
DB 2183, spoorlijn tussen Mülheim-Styrum en Oberhausen
DB 2184, spoorlijn tussen Mülheim-Styrum en Duisburg
DB 2187, spoorlijn tussen Mülheim-Styrum W10 en W4
DB 2188, spoorlijn tussen Alstaden en Mülheim-Styrum
DB 2290, spoorlijn tussen Mülheim-Styrum en Duisburg
DB 2291, spoorlijn tussen Mülheim-Styrum en Bochum
DB 2300, spoorlijn tussen Duisburg-Ruhrort en Essen
- Eisenbahnatlas Deutschland. Schweers + Wall, Aachen 2014, ISBN 978-3-89494-145-1.